# Vòng loại Giải vô địch bóng đá thế giới 1998 – Khu vực Bắc, Trung Mỹ và Caribe
Vòng loại Giải vô địch bóng đá thế giới 1998 – Khu vực Bắc, Trung Mỹ và Caribe (CONCACAF) diễn ra từ tháng 3 năm 1996 đến tháng 11 năm 1997 nhằm xác định ba đại diện của CONCACAF tham dự vòng chung kết World Cup 1998. 
Tổng cộng có 30 đội tuyển từ CONCACAF tham gia tranh vé. Sáu đội có thứ hạng cao nhất theo FIFA bao gồm Mexico, Mỹ, Costa Rica, Honduras, El Salvador và Canada được đặc cách vào thẳng vòng ba. 24 đội còn lại được chia thành hai khu vực dựa trên vị trí địa lý.

## Thể thức
- Khu vực Caribe: 20 đội thi đấu theo thể thức đấu loại trực tiếp trong 3 vòng, đá lượt đi và lượt về để chọn ra 4 đội thắng vào vòng ba. Bahamas và Bermuda rút lui trước khi thi đấu, còn lại 18 đội tiếp tục tranh tài.
- Khu vực Trung Mỹ: 4 đội được bắt cặp thi đấu loại trực tiếp lượt đi – lượt về. Hai đội thắng giành quyền vào vòng ba.

Vòng ba: 12 đội được chia thành 3 bảng, mỗi bảng 4 đội. Các đội thi đấu vòng tròn hai lượt (sân nhà – sân khách). Hai đội đứng đầu mỗi bảng (nhất và nhì) sẽ vào vòng cuối cùng.
Vòng cuối: 6 đội thi đấu vòng tròn hai lượt. Ba đội dẫn đầu sẽ giành vé tham dự VCK World Cup 1998.

## Vòng sơ loại
| Đội 1                | TTS | Đội 2              | Lượt đi | Lượt về |
| -------------------- | --- | ------------------ | ------- | ------- |
| Cộng hòa Dominica    | 6–3 | Aruba              | 3–2     | 3–1     |
| Guyana               | 1–8 | Grenada            | 1–2     | 0–6     |
| Saint Kitts và Nevis | w/o | Bahamas            | —       | —       |
| Dominica             | 6–4 | Antigua và Barbuda | 3–3     | 3–1     |

Bảng A
| Cộng hòa Dominica                      | 3–2      | Aruba                       |
| -------------------------------------- | -------- | --------------------------- |
| Rodríguez 28' · Mariano 50' · Peña 73' | Chi tiết | Davelaar 60' · Malmberg 84' |

| Aruba                | 1–3      | Cộng hòa Dominica                              |
| -------------------- | -------- | ---------------------------------------------- |
| Davelaar 38' (ph.đ.) | Chi tiết | Rodríguez 5' (ph.đ.) · Aquino 62' · Queliz 87' |

Cộng hòa Dominica thắng với tổng tỷ số 6–3 và giành quyền vào vòng 1.
Bảng B
| Guyana     | 1–2      | Grenada                   |
| ---------- | -------- | ------------------------- |
| Joseph 13' | Chi tiết | Charles 54' · Roberts 63' |

| Grenada                                                  | 6–0      | Guyana |
| -------------------------------------------------------- | -------- | ------ |
| Charles 33' · François 40', 47' · Fletcher 48', 71', 82' | Chi tiết |        |

Grenada thắng với tổng tỷ số 8–1 và giành quyền vào vòng 1.
Bảng C
Bahamas rút lui, vì vậy Saint Kitts và Nevis vào thẳng vòng một.
Bảng D
| Dominica                                  | 3–3      | Antigua và Barbuda            |
| ----------------------------------------- | -------- | ----------------------------- |
| Dominique 8' · Dangler 42' · Marshall 89' | Chi tiết | Clarke 15' · Edwards 28', 75' |

| Antigua và Barbuda | 1–3      | Dominica                                  |
| ------------------ | -------- | ----------------------------------------- |
| Edwards 59'        | Chi tiết | Greenaway 23' · Morancie 60' · Edmond 66' |

Dominica thắng với tổng tỷ số 6–4 và giành quyền vào vòng 1.

## Vòng 1
| Đội 1                | TTS | Đội 2                       | Lượt đi | Lượt về |
| -------------------- | --- | --------------------------- | ------- | ------- |
| Cộng hòa Dominica    | 2–1 | Antille thuộc Hà Lan        | 2–1     | 0–0     |
| Haiti                | 7–1 | Grenada                     | 6–1     | 1–0     |
| Quần đảo Cayman      | 0–6 | Cuba                        | 0–1     | 0–5     |
| Saint Kitts và Nevis | 6–1 | Saint Lucia                 | 5–1     | 1–0     |
| Puerto Rico          | 1–9 | Saint Vincent và Grenadines | 1–2     | 0–7     |
| Dominica             | 0–2 | Barbados                    | 0–1     | 0–1     |
| Suriname             | 0–2 | Jamaica                     | 0–1     | 0–1     |
| Trinidad và Tobago   | w/o | Bermuda                     | —       | —       |

Bảng 1
| Cộng hòa Dominica        | 2–1      | Antille thuộc Hà Lan |
| ------------------------ | -------- | -------------------- |
| Jiménez 35' · Zapata 68' | Chi tiết | Gersley 40'          |

| Antille thuộc Hà Lan | 0–0      | Cộng hòa Dominica |
| -------------------- | -------- | ----------------- |
|                      | Chi tiết |                   |

Cộng hòa Dominica thắng với tổng tỷ số 2–1 và giành quyền vào vòng 2.
Bảng 2
| Haiti                                                   | 6–1      | Grenada     |
| ------------------------------------------------------- | -------- | ----------- |
| Chevalier 11' · Pierre 35', 58' · Chauvet 62', 64', 73' | Chi tiết | Modeste 85' |

| Grenada | 0–1      | Haiti      |
| ------- | -------- | ---------- |
|         | Chi tiết | Pierre 49' |

Haiti thắng với tổng tỷ số 7–1 và giành quyền vào vòng 2.
Bảng 3
| Quần đảo Cayman | 0–1      | Cuba         |
| --------------- | -------- | ------------ |
|                 | Chi tiết | Darcourt 10' |

| Cuba                                                      | 5–0      | Quần đảo Cayman |
| --------------------------------------------------------- | -------- | --------------- |
| Cruzata 19' · Sebrango 63' · Darcourt 68', 81' · Moré 83' | Chi tiết |                 |

Cuba thắng với tổng tỷ số 6–0 và giành quyền vào vòng 2.
Bảng 4
| Saint Kitts và Nevis                           | 5–1      | Saint Lucia |
| ---------------------------------------------- | -------- | ----------- |
| Kelley 5', 86' · Sargeant 22', 44' · Gumbs 41' | Chi tiết | Jean 51'    |

| Saint Lucia | 0–1      | Saint Kitts và Nevis |
| ----------- | -------- | -------------------- |
|             | Chi tiết | Kelley 50'           |

Saint Kitts và Nevis thắng với tổng tỷ số 6–1 và giành quyền vào vòng 2.
Bảng 5
| Puerto Rico        | 1–2      | Saint Vincent và Grenadines |
| ------------------ | -------- | --------------------------- |
| Lugris 70' (ph.đ.) | Chi tiết | Huggins 18' · Hinds 58'     |

| Saint Vincent và Grenadines                                             | 7–0      | Puerto Rico |
| ----------------------------------------------------------------------- | -------- | ----------- |
| Jack 3', 13', 25' · Mussenden 35' (l.n.) · Hinds 37', 59' · Charles 64' | Chi tiết |             |

Saint Vincent và Grenadines thắng với tổng tỷ số 9–1 và giành quyền vào vòng 2.
Bảng 6
| Dominica | 0–1      | Barbados     |
| -------- | -------- | ------------ |
|          | Chi tiết | Proverbs 63' |

| Barbados      | 1–0      | Dominica |
| ------------- | -------- | -------- |
| Goodridge 67' | Chi tiết |          |

Barbados thắng với tổng tỷ số 2–0 và giành quyền vào vòng 2.
Bảng 7
| Suriname | 0–1      | Jamaica      |
| -------- | -------- | ------------ |
|          | Chi tiết | Whitmore 56' |

| Jamaica      | 1–0      | Suriname |
| ------------ | -------- | -------- |
| P. Davis 73' | Chi tiết |          |

Jamaica thắng với tổng tỷ số 2–0 và giành quyền vào vòng 2.
Bảng 8
Bermuda rút lui, vì vậy Trinidad và Tobago được đặc cách vào thẳng vòng hai.

## Vòng 2
| Đội 1                | TTS            | Đội 2                       | Lượt đi        | Lượt về        |                |
| Khu vực Caribe       | Khu vực Caribe | Khu vực Caribe              | Khu vực Caribe | Khu vực Caribe | Khu vực Caribe |
| -------------------- | -------------- | --------------------------- | -------------- | -------------- | -------------- |
| Cuba                 | 7–2            | Haiti                       | 6–1            | 1–1            |                |
| Cộng hòa Dominica    | 1–12           | Trinidad và Tobago          | 1–4            | 0–8            |                |
| Barbados             | 0–3            | Jamaica                     | 0–1            | 0–2            |                |
| Saint Kitts và Nevis | 2–2 (a)        | Saint Vincent và Grenadines | 2–2            | 0–0            |                |
| Khu vực Trung Mỹ     |                |                             |                |                |                |
| Nicaragua            | 1–3            | Guatemala                   | 0–1            | 1–2            |                |
| Belize               | 2–6            | Panamá                      | 1–2            | 1–4            |                |

### Khu vực Caribe
Bảng A
| Cuba                                                           | 6–1      | Haiti         |
| -------------------------------------------------------------- | -------- | ------------- |
| Sebrango 18' · Pedraza 44' · Darcourt 61', 70', 71' · Moré 81' | Chi tiết | R. Pierre 84' |

| Haiti       | 1–1      | Cuba             |
| ----------- | -------- | ---------------- |
| Chauvet 21' | Chi tiết | Cruz 79' (ph.đ.) |

Cuba thắng với tổng tỷ số 7–2 và giành quyền vào vòng 3.
Bảng B
| Cộng hòa Dominica | 1–4      | Trinidad và Tobago                            |
| ----------------- | -------- | --------------------------------------------- |
| Jiménez 59'       | Chi tiết | Latapy 37', 67' · Aquino 39' (l.n.) · Eve 84' |

| Trinidad và Tobago                                                     | 8–0      | Cộng hòa Dominica |
| ---------------------------------------------------------------------- | -------- | ----------------- |
| John 1', 23', 80' · Yorke 8' · Eve 16', 42' · Rougier 19' · Latapy 89' | Chi tiết |                   |

Trinidad và Tobago thắng với tổng tỷ số 12–1 và giành quyền vào vòng 3.
Bảng C
| Barbados | 0–1      | Jamaica  |
| -------- | -------- | -------- |
|          | Chi tiết | Boyd 90' |

| Jamaica                 | 2–0      | Barbados |
| ----------------------- | -------- | -------- |
| Whitmore 23' · Boyd 72' | Chi tiết |          |

Jamaica thắng với tổng tỷ số 3–0 và giành quyền vào vòng 3.
Bảng D
| Saint Kitts và Nevis    | 2–2      | Saint Vincent và Grenadines |
| ----------------------- | -------- | --------------------------- |
| Gumbs 38' · Bedford 88' | Chi tiết | Hinds 12' · Velox 35'       |

| Saint Vincent và Grenadines | 0–0      | Saint Kitts và Nevis |
| --------------------------- | -------- | -------------------- |
|                             | Chi tiết |                      |

Hòa 2–2 sau hai lượt trận. Saint Vincent và Grenadines thắng nhờ luật bàn thắng sân khách và giành quyền vào vòng 3.

### Khu vực Trung Mỹ
Bảng E
| Nicaragua | 0–1      | Guatemala |
| --------- | -------- | --------- |
|           | Chi tiết | Plata 27' |

| Guatemala      | 2–1      | Nicaragua |
| -------------- | -------- | --------- |
| Plata 62', 67' | Chi tiết | Jerez 87' |

Guatemala thắng với tổng tỷ số 3–1 và giành quyền vào vòng 3.
Bảng F
| Belize       | 1–2      | Panamá                        |
| ------------ | -------- | ----------------------------- |
| McCaulay 28' | Chi tiết | Guevara 57' · Dely Valdés 61' |

| Panamá                                   | 4–1      | Belize    |
| ---------------------------------------- | -------- | --------- |
| Dely Valdés 14', 46', 61' · Mendieta 88' | Chi tiết | Casey 60' |

Panama thắng với tổng tỷ số 6–2 và giành quyền vào vòng 3.

## Vòng 3

### Bảng 1
| VT | Đội                | ST | T | H | B | BT | BB | HS | Đ  | Giành quyền tham dự    |     |     |     |     |     |
| -- | ------------------ | -- | - | - | - | -- | -- | -- | -- | ---------------------- | --- | --- | --- | --- | --- |
| 1  | Hoa Kỳ             | 6  | 4 | 1 | 1 | 10 | 5  | +5 | 13 | Giành quyền vào Vòng 4 |     | —   | 2–1 | 2–0 | 2–0 |
| 2  | Costa Rica         | 6  | 4 | 0 | 2 | 9  | 5  | +4 | 12 | Giành quyền vào Vòng 4 |     | 2–1 | —   | 3–0 | 2–1 |
| 3  | Guatemala          | 6  | 2 | 2 | 2 | 6  | 9  | −3 | 8  |                        |     | 2–2 | 1–0 | —   | 2–1 |
| 4  | Trinidad và Tobago | 6  | 0 | 1 | 5 | 3  | 9  | −6 | 1  |                        | 0–1 | 0–1 | 1–1 | —   |     |

### Bảng 2
| VT | Đội                | ST | T | H | B | BT | BB | HS | Đ  | Giành quyền tham dự    |     |     |     |     |     |
| -- | ------------------ | -- | - | - | - | -- | -- | -- | -- | ---------------------- | --- | --- | --- | --- | --- |
| 1  | Hoa Kỳ             | 6  | 4 | 1 | 1 | 10 | 5  | +5 | 13 | Giành quyền vào Vòng 4 |     | —   | 2–1 | 2–0 | 2–0 |
| 2  | Costa Rica         | 6  | 4 | 0 | 2 | 9  | 5  | +4 | 12 | Giành quyền vào Vòng 4 |     | 2–1 | —   | 3–0 | 2–1 |
| 3  | Guatemala          | 6  | 2 | 2 | 2 | 6  | 9  | −3 | 8  |                        |     | 2–2 | 1–0 | —   | 2–1 |
| 4  | Trinidad và Tobago | 6  | 0 | 1 | 5 | 3  | 9  | −6 | 1  |                        | 0–1 | 0–1 | 1–1 | —   |     |

### Bảng 3
| VT | Đội                | ST | T | H | B | BT | BB | HS | Đ  | Giành quyền tham dự    |     |       |     |       |     |
| -- | ------------------ | -- | - | - | - | -- | -- | -- | -- | ---------------------- | --- | ----- | --- | ----- | --- |
| 1  | Hoa Kỳ             | 6  | 4 | 1 | 1 | 10 | 5  | +5 | 13 | Giành quyền vào Vòng 4 |     | —     | 2–1 | 2–0]] | 2–0 |
| 2  | Costa Rica         | 6  | 4 | 0 | 2 | 9  | 5  | +4 | 12 | Giành quyền vào Vòng 4 |     | 2–1   | —   | 3–0   | 2–1 |
| 3  | Guatemala          | 6  | 2 | 2 | 2 | 6  | 9  | −3 | 8  |                        |     | 2–2   | 1–0 | —     | 2–1 |
| 4  | Trinidad và Tobago | 6  | 0 | 1 | 5 | 3  | 9  | −6 | 1  |                        | 0–1 | 0–1]] | 1–1 | —     |     |

## Vòng 4
| VT | Đội         | ST | T | H | B | BT | BB | HS  | Đ  | Giành quyền tham dự |     |     |     |     |     |     |     |
| -- | ----------- | -- | - | - | - | -- | -- | --- | -- | ------------------- | --- | --- | --- | --- | --- | --- | --- |
| 1  | México      | 10 | 4 | 6 | 0 | 23 | 7  | +16 | 18 | 1998 FIFA World Cup |     | —   | 0–0 | 6–0 | 3–3 | 5–0 | 4–0 |
| 2  | Hoa Kỳ      | 10 | 4 | 5 | 1 | 17 | 9  | +8  | 17 | 1998 FIFA World Cup |     | 2–2 | —   | 1–1 | 1–0 | 4–2 | 3–0 |
| 3  | Jamaica     | 10 | 3 | 5 | 2 | 7  | 12 | −5  | 14 | 1998 FIFA World Cup |     | 0–0 | 0–0 | —   | 1–0 | 1–0 | 1–0 |
| 4  | Costa Rica  | 10 | 3 | 3 | 4 | 13 | 12 | +1  | 12 |                     |     | 0–0 | 3–2 | 3–1 | —   | 0–0 | 3–1 |
| 5  | El Salvador | 10 | 2 | 4 | 4 | 11 | 16 | −5  | 10 |                     | 0–1 | 1–1 | 2–2 | 2–1 | —   | 4–1 |     |
| 6  | Canada      | 10 | 1 | 3 | 6 | 5  | 20 | −15 | 6  |                     | 2–2 | 0–3 | 0–0 | 1–0 | 0–0 | —   |     |

## Các đội tuyển vượt qua vòng loại
3 đội tuyển sau đến từ CONCACAF vượt qua vòng loại tham dự Giải vô địch bóng đá thế giới 1998
| Đội tuyển | Tư cách vượt qua vòng loại | Ngày vượt qua vòng loại | Số lần tham dự FIFA World Cup trước đây1                        |
| --------- | -------------------------- | ----------------------- | --------------------------------------------------------------- |
| México    | Nhất Vòng 4                | 12 tháng 10 năm 1997    | 10 (1930, 1950, 1954, 1958, 1962, 1966, 1970, 1978, 1986, 1994) |
| Hoa Kỳ    | Nhì Vòng 4                 | 9 tháng 11 năm 1997     | 5 (1930, 1934, 1950, 1990, 1994)                                |
| Jamaica   | Xếp thứ 3 Vòng 4           | 16 tháng 11 năm 1997    | 0 (lần đầu)                                                     |

1 Chữ in đậm chỉ đội vô địch năm đó. Chữ in nghiêng chỉ quốc gia đăng cai năm đó.